# Agriculture dans les Yvelines

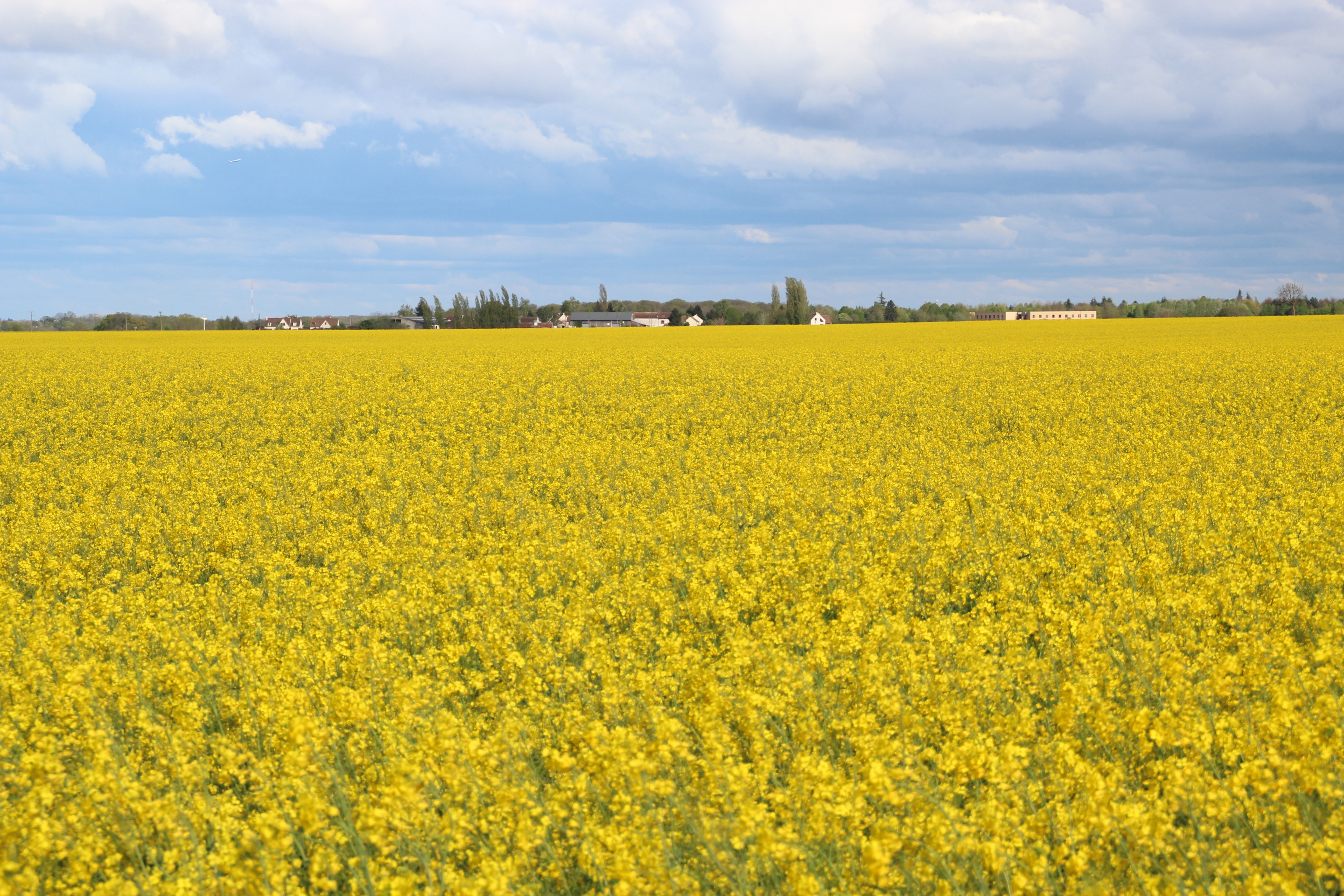
Champ de colza à Magny-les-Hameaux.

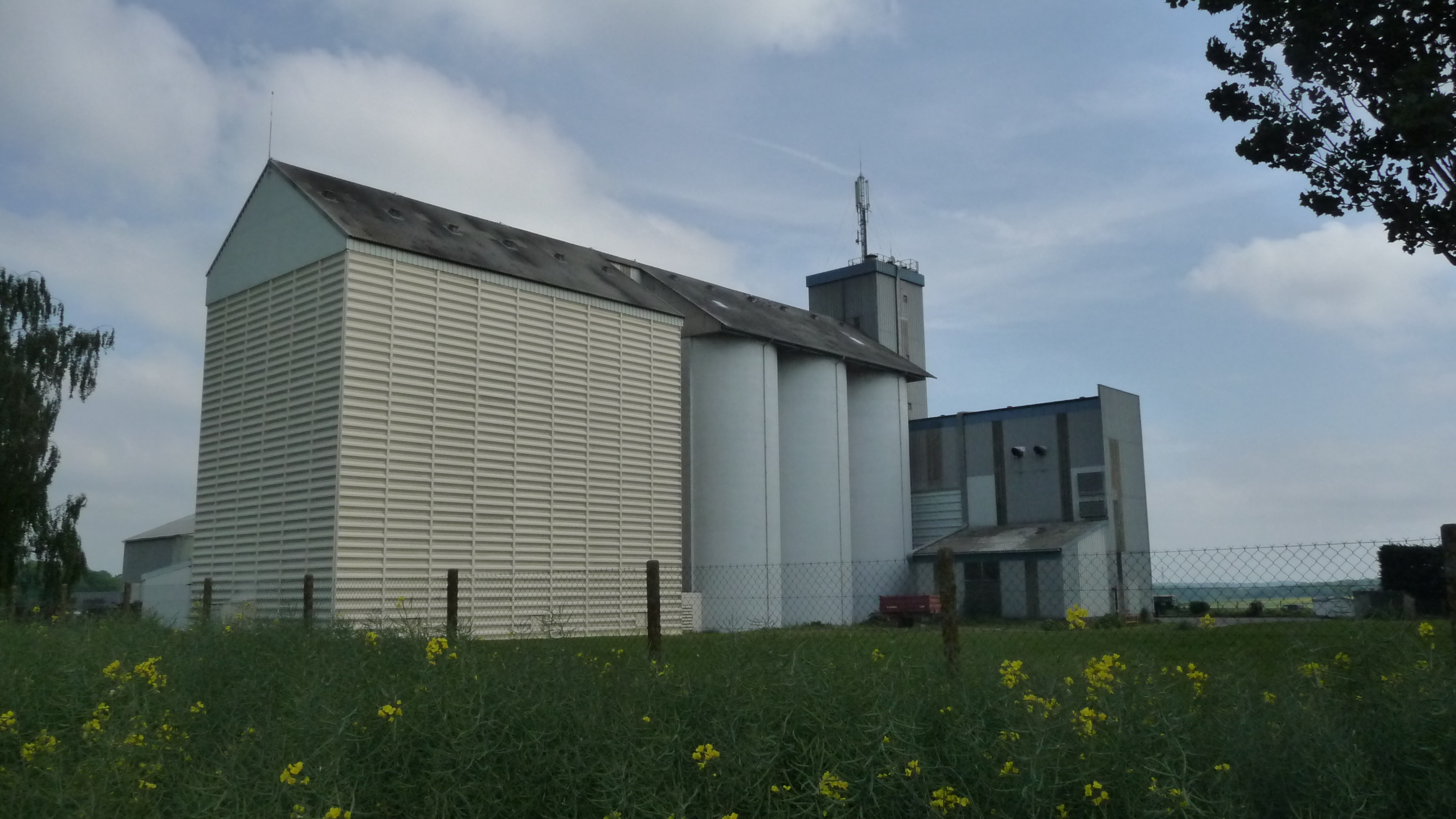
Silo à céréales à Hargeville.

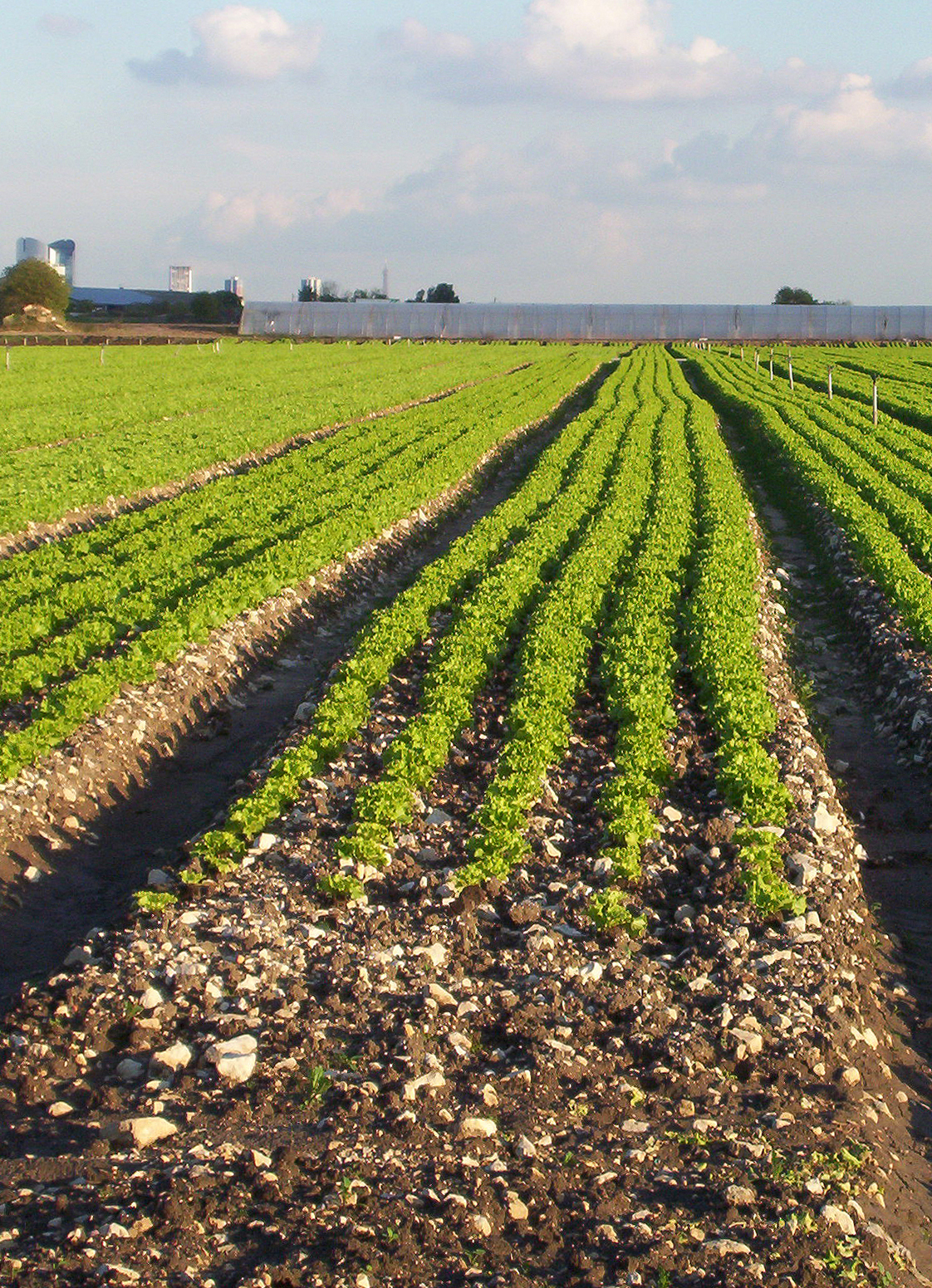
Maraîchage dans la plaine de Montesson.

L’agriculture des Yvelines est une agriculture moderne et productive, tournée principalement vers la grande culture céréalière. C'est la deuxième en Île-de-France après celle de Seine-et-Marne. Elle occupe une place marginale dans l'économie du département sous l'angle de l'emploi, avec 4 966 actifs (dont 1 280 agriculteurs exploitants) en 2006, soit 0,9 % de la population active totale. Cependant cette activité mobilise et façonne une part importante du territoire. La surface agricole utile (SAU) s'élevait à 91 045 hectares en 2000, soit 43 % du total et à 89 136 hectares en 2010. Ce territoire agricole, ajouté aux 32 % de territoire boisé, donne aux Yvelines un caractère rural marqué, malgré leur proximité de Paris. Cette SAU diminue de 200 hectares par an au profit de l'urbanisation et des infrastructures. Le nombre d'exploitations agricoles diminue régulièrement, diminution plus marquée dans le secteur des cultures spéciales (horticulture, floriculture) tandis que leur taille augmente pour atteindre une moyenne de 94 hectares en 2010.Plus de 70 % des exploitants cultivent des céréales (blé, orge, maïs) et des oléagineux comme le colza.
On constate une tendance à la diversification, notamment vers la vente directe.

## Territoire

### Petites régions agricoles
Le territoire des Yvelines se partage en huit petites régions agricoles, régions à vocation agricole homogène, délimitées en 1946. Ce sont du nord au sud :

Petites régions agricoles.

- le Vexin, comprenant 10 communes dans la frange nord, consacrées à la grande culture et accessoirement à l'élevage ;
- la Vallée de la Seine, 46 communes du nord-ouest des Yvelines (sur un total de 146 communes, la petite région s'étendant sur 4 départements) ;
- la Ceinture de Paris, 41 communes du nord-ouest des Yvelines (sur un total de 142 communes, la petite région s'étendant sur 3 départements) ; cette zone, la plus proche de Paris, est fortement touchée par l'urbanisation. Le maraîchage et l'arboriculture y sont encore présents, parfois sous forme de relique comme dans la plaine de Montesson totalement enclavée en zone urbaine ;
- le Drouais, 36 communes (sur 105, le reste se trouvant en Eure-et-Loir) de l'ouest des Yvelines, consacrées principalement à la grande culture ;
- la Plaine de Versailles, 67 communes, région entièrement comprise dans les Yvelines, région de grandes cultures, fortement urbanisée dans sa partie est (Versailles, Saint-Quentin-en-Yvelines) ;
- l'Yveline, 52 communes, région entièrement comprise dans les Yvelines, très boisée (région de Rambouillet) ;
- le Hurepoix, 4 communes de la frange sud-est (le Hurepoix s'étend aussi sur 51 communes de l'Essonne) ;
- la Beauce, 6 communes de la pointe sud du département, à vocation céréalière (la Beauce couvre au total 301 communes sur 4 départements),

### Utilisation du territoire

Assolement des Yvelines en 2011.

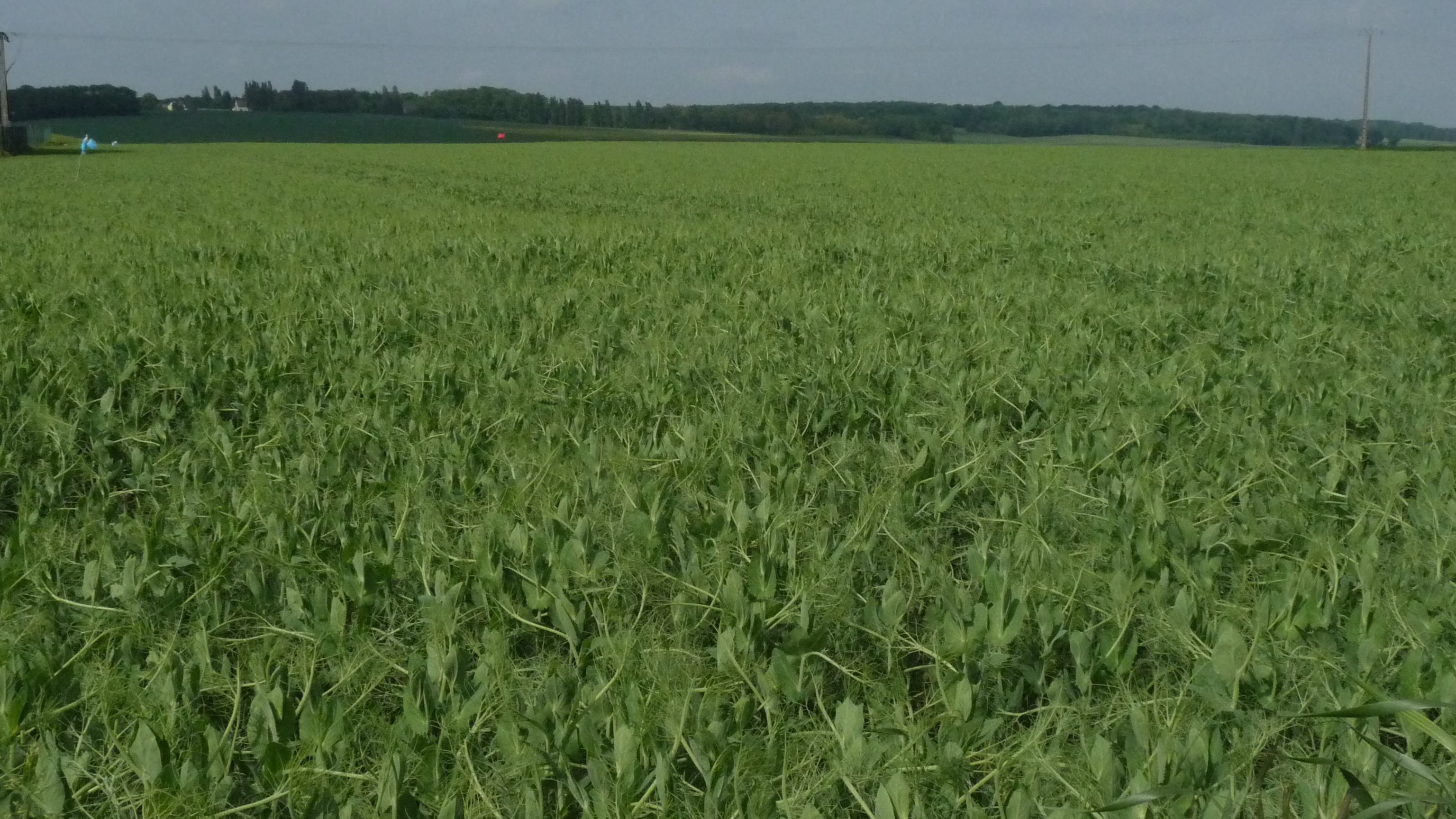
Champ de pois protéagineux à Hargeville.

En 2011, sur une surface totale du département égale à 230 693 hectares, la surface agricole utile (SAU) totale du département, incluant les jardins familiaux et les surfaces toujours en herbes hors exploitations, s'élevait à 95 192 hectares, soit 41,3 % de la surface totale du département.
Les bois et forêt couvraient 79 020 hectares, soit 34,3 % de la surface totale. Compte tenu des autres surfaces rurales (landes non productives, eaux intérieures), le domaine rural du département couvrait 79,8 % de la surface totale, et la partie urbanisée (sols artificialisés) 20,2 %.
La SAU des exploitations agricoles du département s'élevait à 88 709 hectares, dont l'essentiel, 83 649 hectares, en terres arables (y compris jachère), 4 650 hectares en surface toujours en herbe (prairie permanente) et le reste, 410 hectares, en cultures permanentes (vergers, pépinières ligneuses).
Les terres arables étaient (en 2011) consacrées pour l'essentiel aux grandes cultures, principalement céréales (blé tendre, orge, maïs) et aux oléagineux (colza). Les protéagineux (pois, féveroles) occupaient une place secondaire et les cultures industrielles (betterave sucrière, lin textile) étaient encore très marginales.
Le secteur des cultures spéciales (horticulture, floriculture, vergers) est très restreint en surface, occupant respectivement 1331 hectares pour les cultures légumières (auxquels s'ajoutent 465 hectares de pommes de terre), 419 hectares pour les cultures fruitières et 140 hectares pour les cultures florales, mais procure des revenus bruts à l'hectare nettement supérieurs.
Au fil du temps, la SAU des exploitations diminue régulièrement ; entre 1989 et 2012, elle est passée de 93 763 ha à 88 649 ha (-5,5 %). La baisse a été, en valeur relative, plus forte pour les prairies permanentes, - 20,4 %, et pour les autres cultures permanentes (arboriculture, pépinières ligneuses), - 63,8 %, contre -3,6 % pour les terres arables (source : Agreste - Statistiques annuelles).

### Nappes phréatiques
La totalité du territoire des Yvelines est classée comme zone vulnérable à la pollution des eaux par les nitrates d’origine agricole (arrêté 2007-1635 du préfet coordonnateur du bassin du 1er octobre 2007) et comme zone sensible à l'eutrophisation. En effet, les eaux superficielles des principales rivières du département (Bièvre, Vaucouleurs, Aubette de Meulan et Mauldre) ont des teneurs moyennes en nitrates comprises entre 25 et 40 mg/l, et dépassent parfois le seuil de 50 mg/l ; la plupart des masses d'eau souterraines (notamment les nappes de la « craie du Vexin français », des « alluvions de la Seine », du « calcaire de Beauce ») présentent des teneurs élevées en nitrates, avec une tendance est à la hausse.

### Valeur vénale des terres agricoles
En 2006, la valeur vénale moyenne des terres agricoles, libres à la vente, dans les Yvelines était estimée à 6 220 €/ha pour les terres labourables et 5 380 €/ha pour les prairies naturelles (contre respectivement 5750 et 5120 en moyenne Île-de-France, et 4370 et 3100 en moyenne France). Ces valeurs étaient en hausse de 2 % par rapport à l'année précédente, soit sensiblement le niveau de l'inflation (+1,6 %). Le prix des terres occupées (louées) subit une décote d'environ 15 %.
La valeur vénale des terres labourables varie selon les petites régions agricoles de la manière suivante (année 2006) : Vallée de la Seine : 4 800 €/ha, Drouais, Hurepoix, Yveline : 5300, Vexin : 5700, Beauce : 6000, Plaine de Versailles : 8500, Ceinture de Paris : 8600.

## Structure des exploitations agricoles

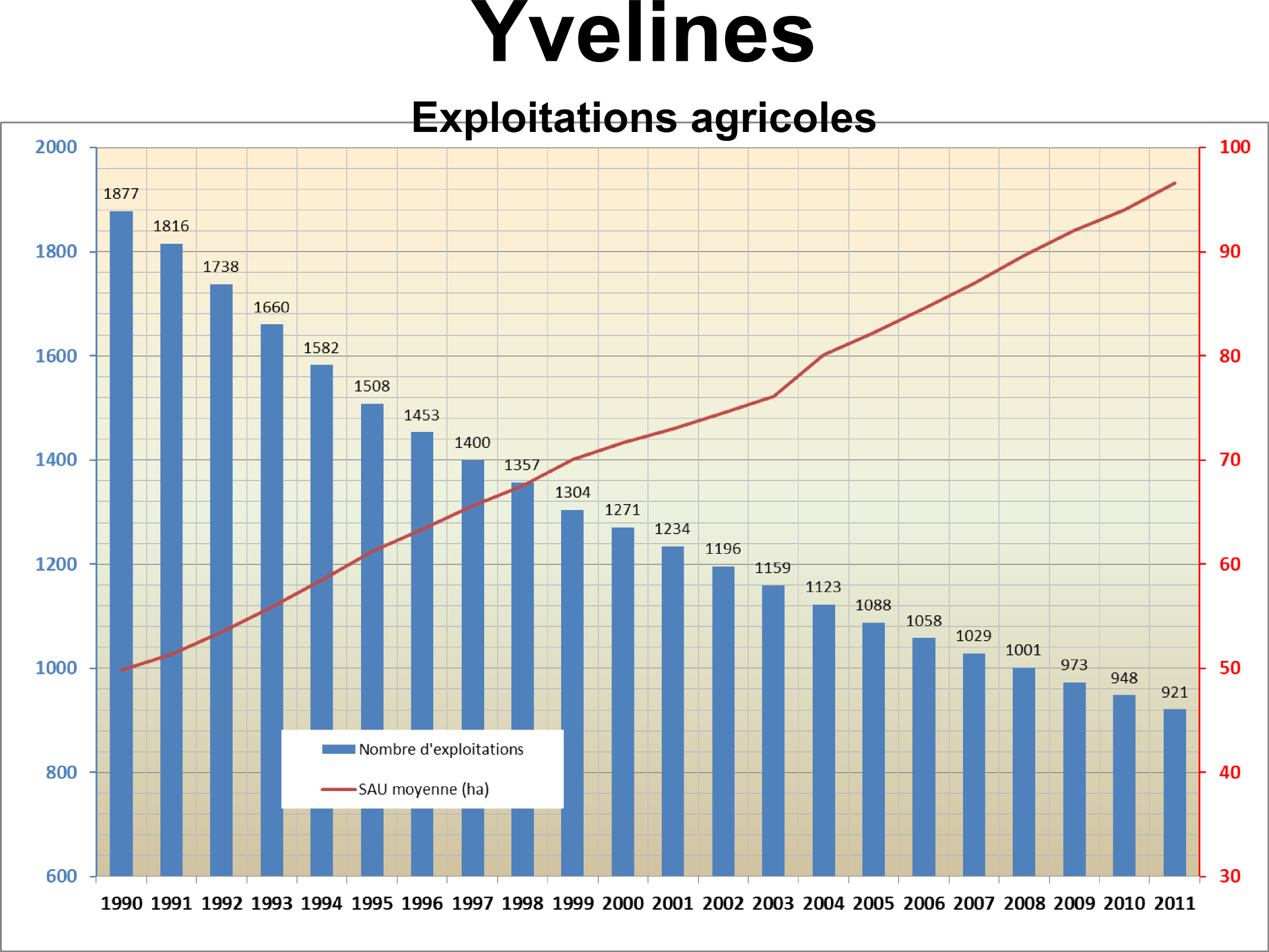
Nombre d'exploitations et surface moyenne de 1990 à 2011.

Le nombre d'exploitations agricoles s'établit à 948 en 2010 contre 1271 en 2000, marquant une baisse de 25,4 %. Cette diminution était déjà enregistrée dans la période précédente : -5,2 % par an entre 1988 et 2000, -59,6 % sur la période 1970-2000. Dans le même temps, la superficie moyenne augmentait fortement, passant de 33,6 à 72,6 ha entre 1970 et 2000, soit une augmentation de 112,9 %, pour atteindre 94 ha en 2010 (soit un quasi-triplement depuis 1988,.
En 2000, environ les deux tiers (65,4 %) des exploitations se consacraient à la grande culture céréalière et 12,6 % à l'élevage, le reste se partageant entre la polyculture, les cultures permanentes (vergers), le maraîchage et l'horticulture (fleurs), la tendance générale à la baisse étant la moins forte pour la grande culture et l'élevage.
Le mode de faire-valoir dominant est le fermage qui concernait en 2005 mille exploitations représentant 77 % de la SAU, le faire-valoir direct concernant 701 exploitations pour 23 % de la SAU. La part du fermage s'était renforcée depuis l'année 2000 où elle ne représentait que 70 % de la SAU.
Le statut juridique des exploitations agricoles se partage entre exploitants individuels et sociétés ou groupements. En 2010, selon le recensement général de l'agriculture, sur 948 exploitations, 565, soit 59,6 %, étaient des exploitations individuelles, 217 (22,9 %) des EARL (exploitations agricoles à responsabilité limitée) et 30 des GAEC.
Près des deux tiers des exploitants étaient âgés de 50 ans ou plus, et plus d'un tiers (37,1 %) des exploitations se trouvaient dans une situation fragile, l'exploitant n'ayant pas de successeur ou étant sans successeur connu.

## Productions végétales
Les productions végétales sont dominantes. Les céréales occupaient en 2000 plus de 60 % de la SAU, les oléagineux (colza) et protéagineux (pois, fèverolle) 17,6 %, les prairies et fourrages 7,4 % et la jachère 8,4 %.

### Grandes cultures

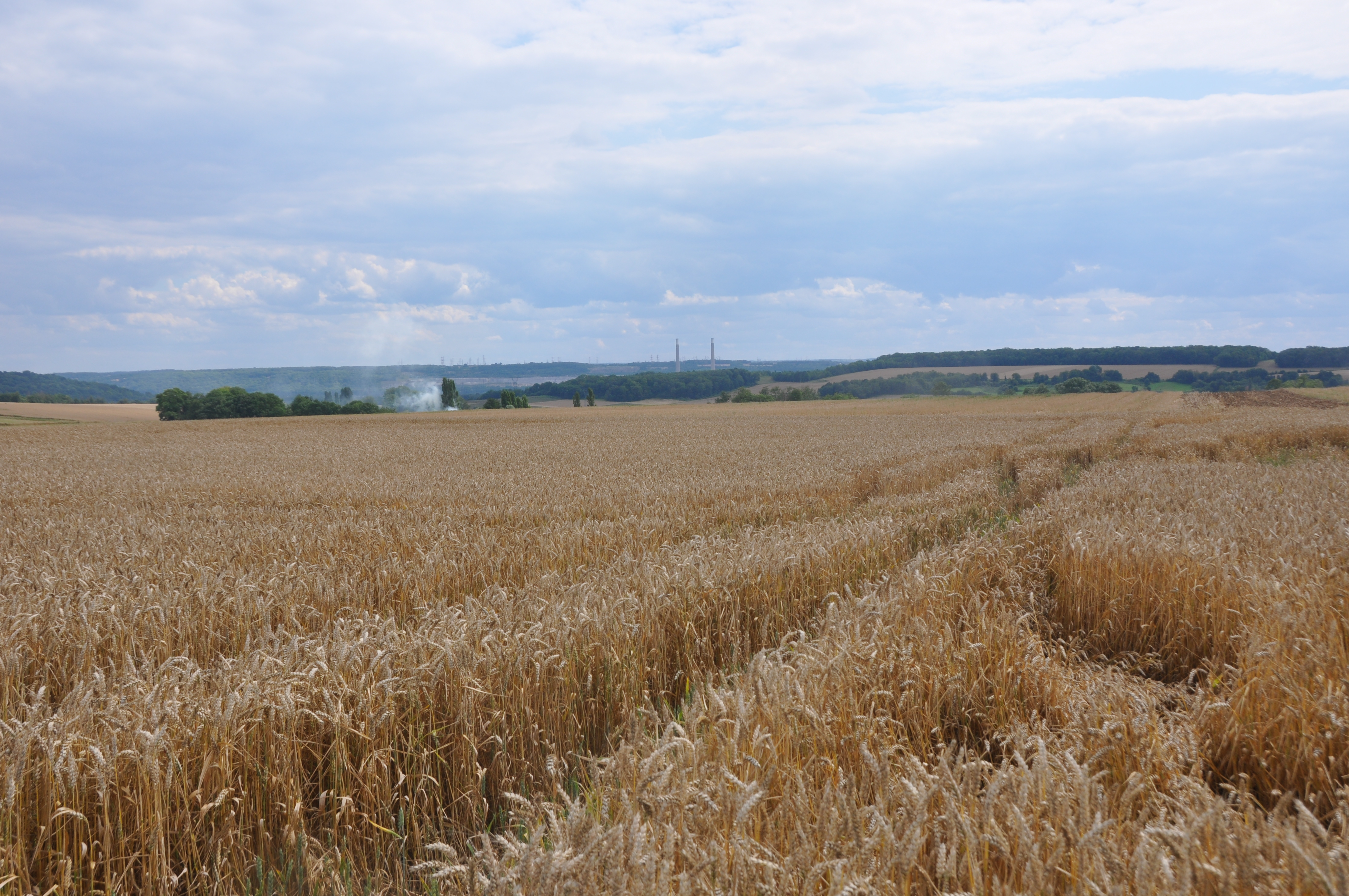
Champ de blé à Fontenay-Saint-Père.

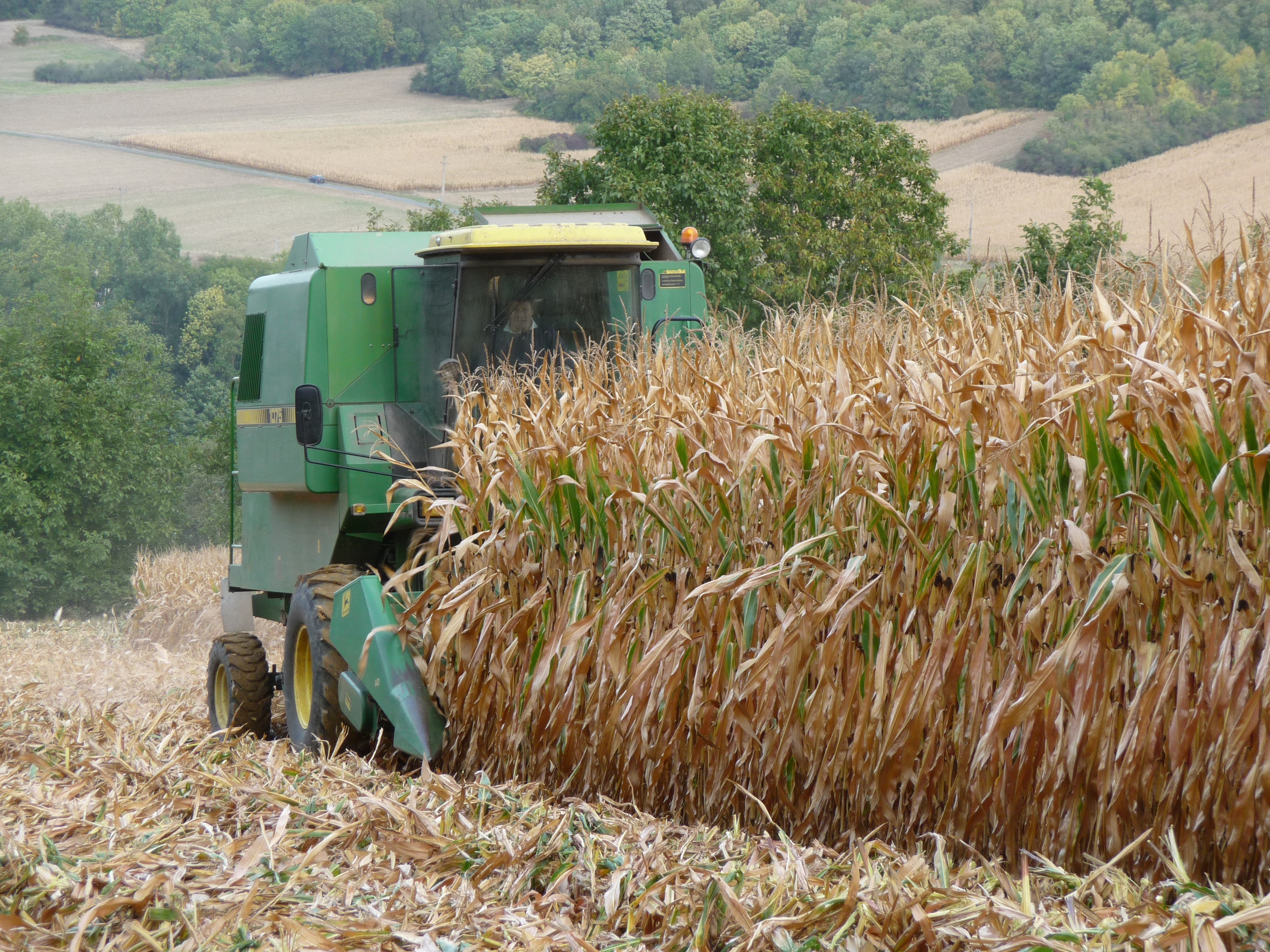
Récolte du maïs à Épône.

|                      | superficie (hectares) | rendement (q/ha) | production (tonnes) |
| -------------------- | --------------------- | ---------------- | ------------------- |
| céréales (total)     | 55 008                | 81               | 443 975             |
| * blé tendre         | 38 095                | 81               | 308 570             |
| * blé dur            | 1 330                 | 65               | 8 645               |
| * orge d'hiver       | 6 830                 | 79               | 53 957              |
| * orge de printemps  | 2 270                 | 70               | 15 890              |
| * avoine             | 278                   | 55               | 1 529               |
| * maïs grain         | 5 600                 | 92               | 51 744              |
| * avoine             | 330                   | 60               | 1 980               |
| * seigle             | 130                   | 48               | 624                 |
| * triticale          | 400                   | 60               | 2 400               |
| oléagineux (total)   | 16 925                | 39               | 65 551              |
| * colza et navette   | 16 555                | 39               | 57 509              |
| * tournesol          | 250                   | 30               | 751                 |
| protéagineux (total) | 2 245                 | 44               | 9 922               |
| * féveroles et fèves | 905                   | 43               | 3 892               |
| * pois protéagineux  | 1 340                 | 45               | 6 030               |
| total COP            | 74 178                | 70               | 519 447             |

|                      | superficie (hectares) | rendement (q/ha) | production (tonnes) |
| -------------------- | --------------------- | ---------------- | ------------------- |
| céréales (total)     | 53 725                | 66               | 356 588             |
| * blé tendre         | 30 195                | 72               | 217 404             |
| * blé dur            | 1 005                 | 69               | 6 935               |
| * orge d'hiver       | 8 215                 | 63               | 51 755              |
| * orge de printemps  | 6 770                 | 51               | 34 527              |
| * avoine             | 278                   | 55               | 1 529               |
| * maïs grain         | 5 780                 | 64               | 36 760              |
| * avoine             | 310                   | 50               | 1 550               |
| * seigle             | 45                    | 55               | 248                 |
| * triticale          | 985                   | 55               | 5 418               |
| oléagineux (total)   | 12 710                | 32               | 41147               |
| * colza et navette   | 11 880                | 33               | 39 204              |
| * tournesol          | 320                   | 25               | 800                 |
| protéagineux (total) | 3435                  | 30               | 10196               |
| * féveroles et fèves | 1405                  | 22               | 3 091               |
| * pois protéagineux  | 2 030                 | 35               | 7 105               |
| total COP            | 69 870                | 58               | 407 931             |

#### Céréales
Les céréales sont de loin la culture prédominante dans les Yvelines, comme dans l'ensemble de l'Île-de-France. Le blé tendre, qui procure des rendements élevés et réguliers, tend à se développer au détriment des autres céréales.
Le maïs, culture d'été au rendement aléatoire en l'absence d'irrigation, a connu son apogée dans les années 1970 et a fortement décru depuis.

#### Oléoprotéagineux
Les protéagineux occupent une place marginale dans l'assolement. Le pois protéagineux a vu ses surfaces diminuer depuis la réforme de la PAC de 1992, malgré l'intérêt de cette culture comme précédent pour le blé et pour la réduction des apports d'engrais azotés, et en dépit des cours soutenus de ce produit sur le marché mondial. Depuis 1994, cette culture est attaquée par un oomycète, Aphanomyces euteiches, signalé surtout en Seine-et-Marne, mais présent dans plusieurs communes des Yvelines. Il entraîne une pourriture racinaire qui provoque une forte chute de rendement. La lutte, en l'absence de variété résistante et de traitement efficace, repose surtout sur des rotations longues.
Les féveroles, bien qu'épargnées par ce pseudo-champignon, occupent une place secondaire et sont également en baisse.

## Élevage

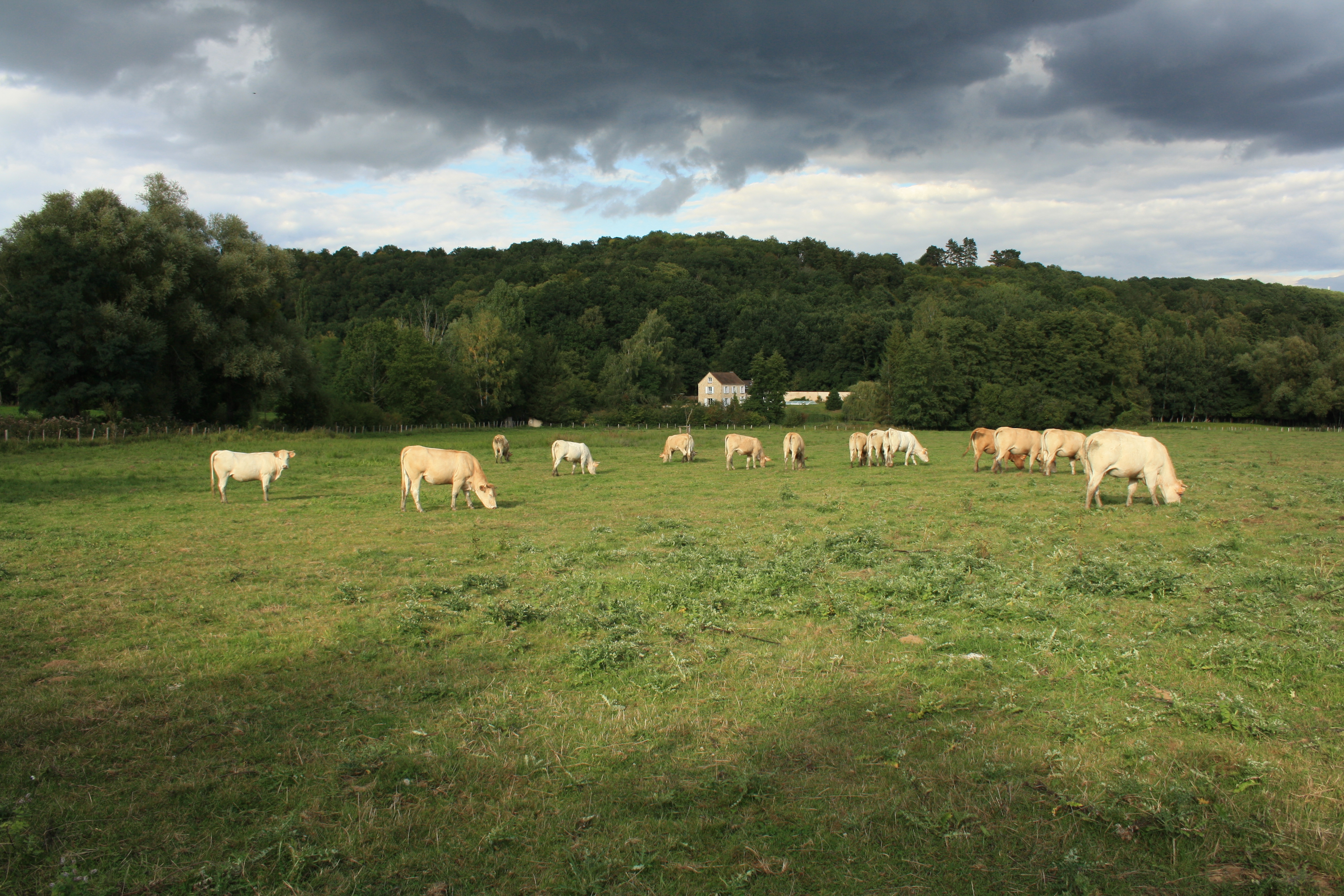
Troupeau de charolaises à Saint-Lambert.

Le cheptel départemental comprenait en 2000 notamment 6 270 bovins, 4 745 ovins, 2 604 équidés et 249 milliers de têtes de volailles. La part de l'élevage dans la production exprimée en valeur est secondaire : 9 % contre 39 % pour les céréales, 19 % pour les fruits et légumes frais, 15 % pour les fleurs et plantes et 10 % pour les oléagineux et protéagineux.

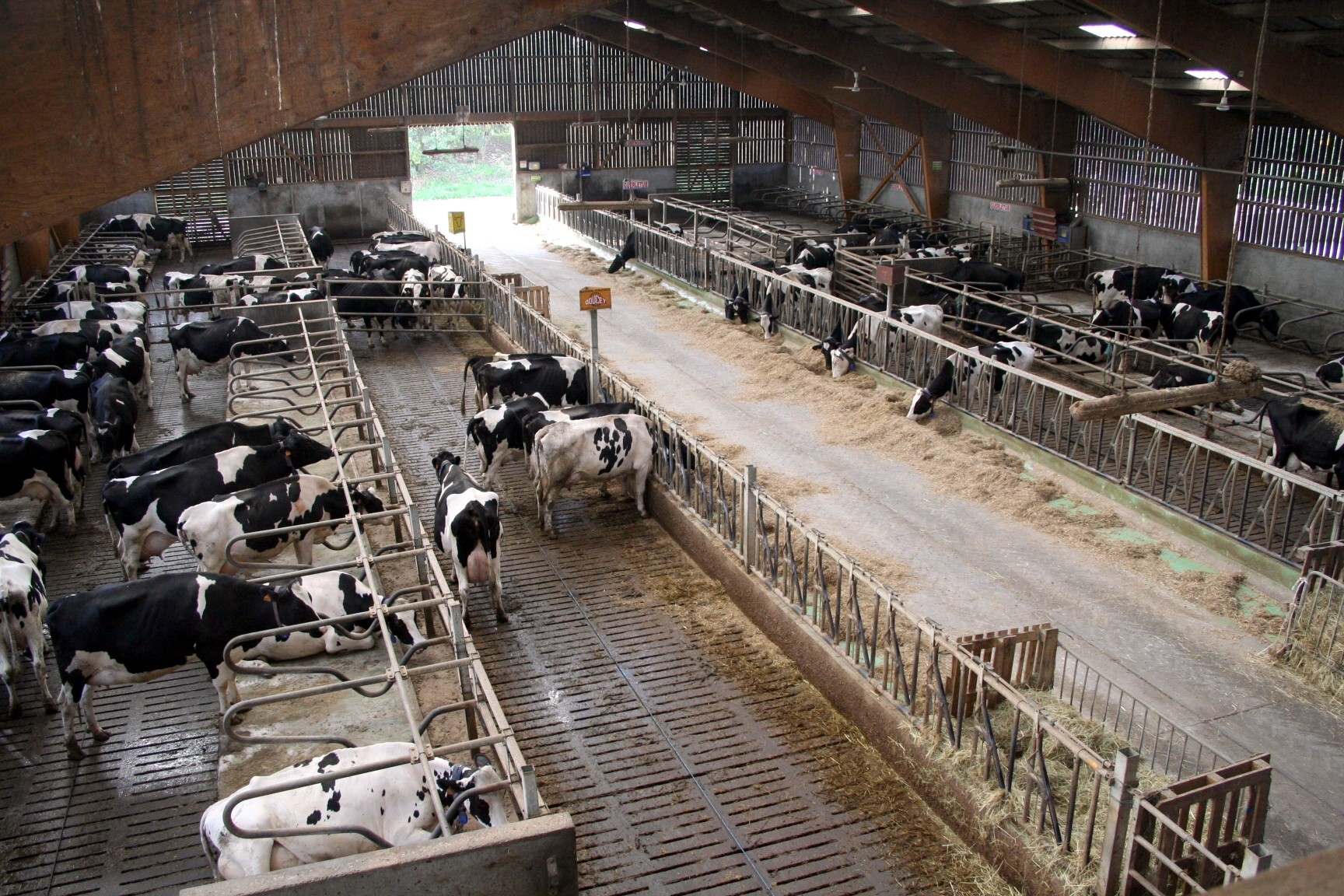
Étable à la ferme expérimentale de Grignon (Thiverval-Grignon.

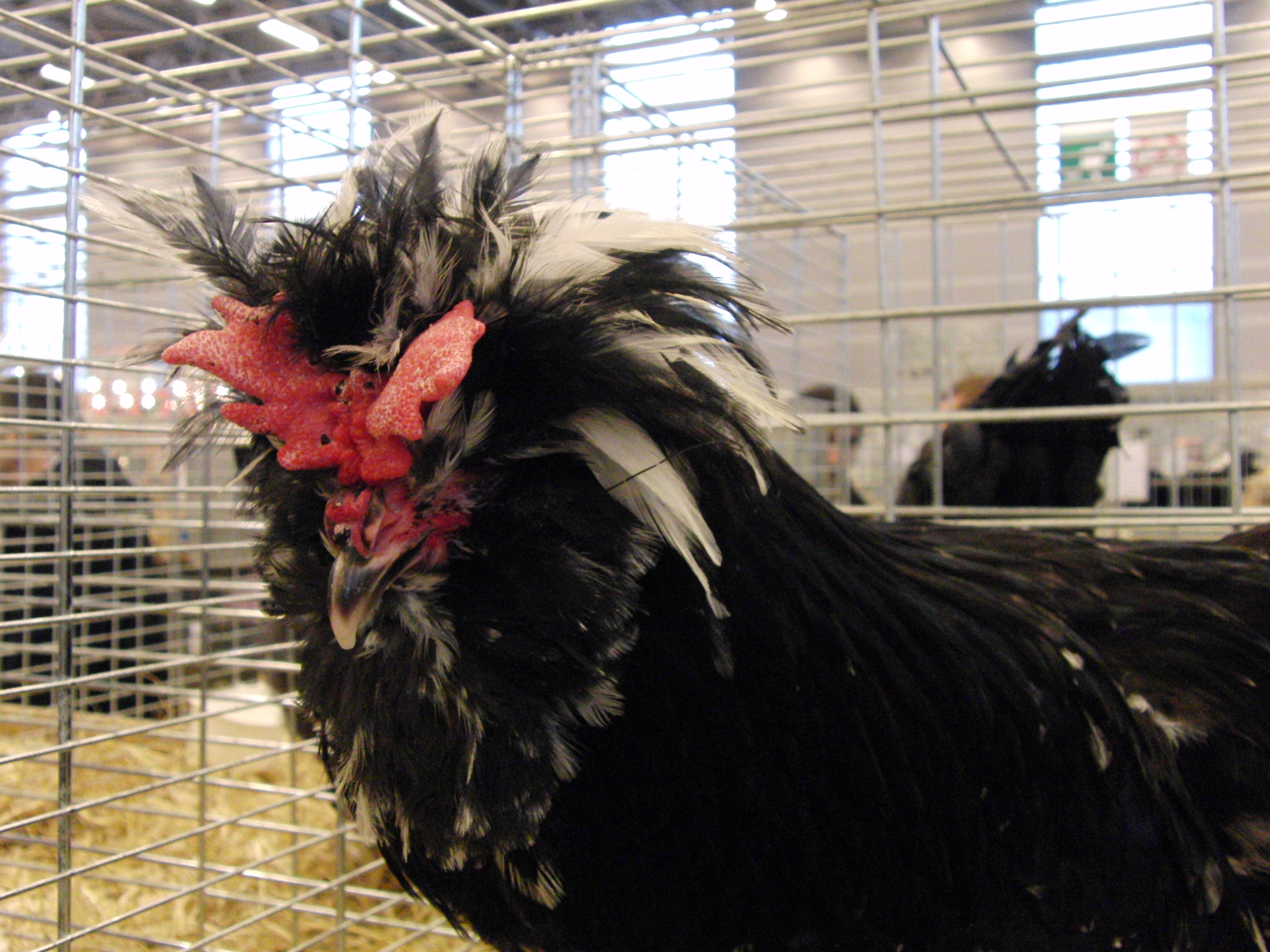
Coq houdan.

La production de la « volaille de Houdan » est protégée par une indication géographique protégée (IGP) dont l'aire géographique s'étend sur 164 communes de l'ouest des Yvelines (auxquelles s'ajoutent de nombreuses communes de l'Eure et d'Eure-et-Loir).
Le canton de Bonnières-sur-Seine (limitrophe de l'Eure) est inclus dans l'aire de production des IGP « Porc de Normandie » et « Volailles de Normandie ».

### Évolution du cheptel
|                         | 2000          | 2000            | 2010          | 2010            |  |
|                         | exploitations | cheptel (têtes) | exploitations | cheptel (têtes) |  |
| ----------------------- | ------------- | --------------- | ------------- | --------------- |  |
| bovins (total)          | 144           | 6270            | 83            | 5904            |  |
| vaches (total)          | 113           | 2597            | 68            | 2438            |  |
| vaches laitières        | 31            | 988             | 17            | 895             |  |
| vaches allaitantes      | 89            | 1609            | 61            | 1643            |  |
| bovins d'un an ou plus  | 126           | 2393            | 79            | 1978            |  |
| bovins de moins d'un an | 83            | 1280            | 66            | 1488            |  |
| chèvres                 | 26            | 496             | 12            | 720             |  |
| brebis nourrices        | 82            | 3047            | 31            | 2014            |  |
| porcins (total)         | 18            | 582             | 11            | 235             |  |
| truies reproductrices   | 3             | -               | 9             | -               |  |
| poulets de chair        | 83            | 55018           | 21            | 47114           |  |

### Élevage bovin
Le troupeau de vaches laitières des Yvelines est de taille modeste et en constante diminution depuis de nombreuses années. Il est en quasi-totalité constitué de vaches de race Prim'Holstein assurant une bonne productivité. En 2003, la production s'est élevée à 7 068 kg par lactation en moyenne (7 983 kg pour les seules Prim'Holstein), avec un taux butyreux de 37,8 % et un taux protéique de 31,0 %.
Le lait produit est majoritairement livré à l'industrie, cependant il n'existe plus de laiterie dans le département depuis la fermeture de celle de Mantes-la-Jolie en 1985, du fait de la restructuration de la Centrale laitière de Haute-Normandie (CLHN). Cette dernière a centralisé la collecte sur son usine de Maromme (Seine-Maritime).
Les ventes directes ont fortement régressé depuis les années 1980. Pour l'ensemble de l'Île-de-France Ouest (ancienne Seine-et-Oise), elles sont passées de 44 % de la production en 1980 à 8,4 % en 2004.

### Élevage équin
Le haras national des Bréviaires est installé depuis 1973 dans la commune des Bréviaires sur environ 50 hectares dans le domaine de la Mare. Il abrite le centre national de stockage de semence congelée.

## Agriculture biologique
Selon Agreste (ministère de l'Agriculture), l'agriculture biologique intéressait en 2009, 25 exploitations pour une SAU de 1060 ha (dont 21 ha en conversion), soit 1,2 % de la SAU totale du département. Cette part, très limitée, était toutefois en progression de 4,5 % par rapport à l'année précédente. Les principales cultures concernées étaient les céréales pour 586 ha, les protéagineux pour 242 ha, les fourrages pour 121 ha, les légumes pour 26 ha et les prairies permanentes pour 20 ha.
Fin 2011, les surfaces cultivées en agriculture biologique atteignaient, selon le groupement des agriculteurs biologiques d'Île-de-France (GAB Île-de-France), 1656 ha dont 638 ha en conversion (pour 41 exploitations), marquant une forte progression par rapport aux années précédentes.

## Moyens techniques

### Mécanisation
En 2005,les Yvelines comptaient 2446 tracteurs et 399 moissonneuse-batteuses, chiffres en baisse par rapport à l'an 2000, respectivement de 11,4 % et 17 %.
Parallèlement à la baisse des effectifs, on assiste à une augmentation de la puissance de ces matériels. Pour les tracteurs, 55,2 % d'entre eux avaient une puissance égale ou supérieure à 80 CV en 2000.

### Fertilisation
Les livraisons d'engrais minéraux aux distributeurs des Yvelines sont en baisse depuis les années 1980/1990.
Elles s'élevaient, pour la campagne 2005/2006, à 99 kg/ha de surface fertilisable pour l'azote (N), 19 pour l'acide phosphorique (P2O5) et 24 pour la potasse (K2O).
Les Yvelines étant classées « zone vulnérable », la fertilisation azotée y est soumise à un ensemble de règles contraignantes formant un « programme d'action pour la protection des eaux contre la pollution par les nitrates d’origine agricole » défini par arrêté préfectoral. Ces règles prévoient notamment d'établir un plan de fumure prévisionnel basé sur l'équilibre de la fertilisation azotée à la parcelle, de limiter à 70 kg/ha l'épandage d'azote provenant des effluents d'élevage, de respecter des périodes d'interdiction d'épandage en fonction des cultures, d'assurer une couverture des sols à l'automne, en particulier en implantant des cultures intermédiaires pièges à nitrates (CIPAN), et de maintenir des bandes enherbées le long des cours d'eau.

### Irrigation
Dans les Yvelines, 223 exploitations agricoles étaient équipées en 2010 (recensement agricole) pour l'irrigation, pour une surface de 8 169 ha, soit environ 9 % de la surface agricole utilisée du département. Il s'agit principalement d'irrigation par aspersion (7568 ha), les techniques d'irrigation par gravité et par micro-irrigation intéressant respectivement 430 et 121 ha. Il s'agit surtout d'équipements mobiles.
La surface effectivement irriguée, variable selon les données climatiques, s'élevait à 2729 ha, (année 2007).
Les prélèvements annuels pour l'agriculture s'élèvent à 2,6 millions de mètres cubes (contre 207,5 pour les captages industriels et 152 pour l'eau potable), soit seulement 0,7 % des prélèvements totaux.

## Coopératives
Les coopératives agricoles présentes dans les Yvelines ont toutes leur siège hors du département, par suite du mouvement de concentration engagé depuis les années 1990. il s'agit principalement :
- de Sevépi, siège à Douains (Eure), issue de la fusion en 2004 de la Coopérative agricole Porte normande (CAPN) et de la coopérative Île-de-France Seine Céréales, présente dans le nord-ouest du département (Bréval, La Villeneuve-en-Chevrie, Hargeville, Hardricourt, Limay),
- de la Coopérative agricole Île-de-France Sud, dont le siège est situé à Étampes (Essonne), présente dans la Beauce yvelinoise (Ablis),
- d'Agralys (ex-coopérative du Dunois, fusionnée précédemment avec la Coopérative agricole francilienne), siège à Châteaudun (Eure-et-Loir), présente à Méré,
- de la Société coopérative agricole d'Eure-et-Loir (SCAEL), siège à Chartres (Eure-et-Loir), présente à Houdan, propriétaire des silos de Bonnières.

## Diversification
De nombreuses exploitations se sont diversifiées dans des activités annexes, telles que la transformation de produits agricoles, la vente directe, le tourisme à la ferme, les activités de loisirs, les travaux agricoles à façon, etc.
Le conseil régional d'Île-de-France a mis en place un dispositif d'aide à la diversification agricole, appelé Programme régional pour l'élevage, la valorisation agricole et l'initiative rurale (PREVAIR), financé partiellement par le Fonds européen agricole pour le développement rural (FEADER).

### Commercialisation en circuit court
Plusieurs fermes pratiquent la vente directe de légumes et de fruits par cueillette en libre-service, notamment la ferme du Logis à Jumeauville, la ferme de Gally à Versailles, la maison Gaillard aux Alluets-Le-Roy et la ferme de Viltain à Jouy-en-Josas.
Dans le secteur céréalier, l'association « Pain d’Yveline », créée en 2003, rassemble une quinzaine d’agriculteurs de la région de Rambouillet, le moulin de Brasseuil et 25 boulangeries de l'ensemble des Yvelines. Elle vise à valoriser, grâce à une marque de qualité soutenue par un cahier des charges, la production de blé tendre, transformée en baguettes, auprès des consommateurs locaux.

### Fermes pédagogiques
Les fermes pédagogiques, qui ont pour fonction d'accueillir des enfants dans un cadre scolaire ou extrascolaire, sont soit de véritables exploitations agricoles, soit des structures d'animation. Dans les Yvelines, plusieurs fermes, présentant des animaux d'élevage ou des cultures, se consacrent à cette activité, parmi lesquelles figurent la bergerie nationale de Rambouillet et la ferme de Gally (Versailles). Une ferme pédagogique, créée en 1995, est également intégrée dans la base de loisirs de Saint-Quentin-en-Yvelines.

## Subventions
En 2011, les aides nettes versées aux agriculteurs des Yvelines au titre du premier pilier de la politique agricole commune se sont élevées à 26,2 millions d'euros pour 772 bénéficiaires. La surface déclarée était de 87 705 hectares pour 781 déclarants. L'aide moyenne s'élevait à 33 998 euros par bénéficiaire et 299 euros par hectare. Cette aide se répartissait en 24,5 millions d'euros pour l'aide découplée, 1,1 million d'euros pour les aides couplées végétales et 0,3 pour les aides couplées animales.

## Enseignement agricole et recherche agronomique

### Enseignement secondaire
- Lycée agricole et horticole de Saint-Germain-en-Laye (Établissement public local d'enseignement et de formation professionnelle agricole et horticole de Saint-Germain-en-Laye / Chambourcy)[31],
- Centre de formation par l’apprentissage horticole et équestre de Maisons-Laffitte (rattaché au précédent),
- Lycée agricole privé Le Buat (sous contrat), Maule,
- Lycée agricole privé Sully (sous contrat), Magnanville,
- Centre horticole d’enseignement et de promotion (CHEP), Le Tremblay-sur-Mauldre,
- Centre de formation professionnelle horticole Le Nôtre, Sonchamp,
- Centre d’enseignement de la zootechnie (CEZ) de Rambouillet[31].

### Enseignement supérieur

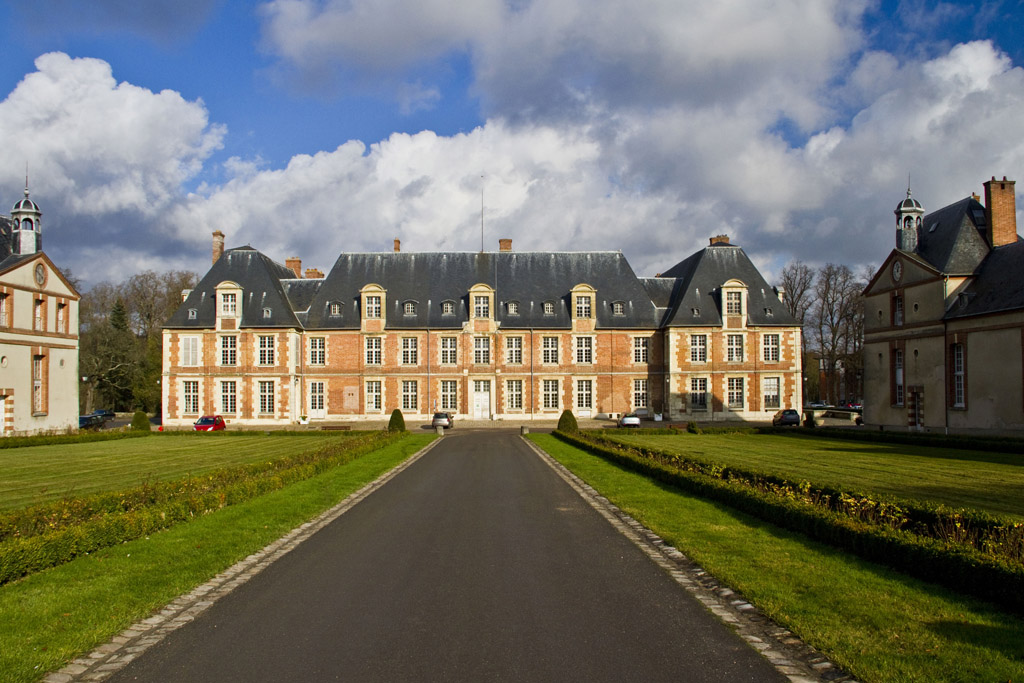
Château de Grignon, siège du centre de Grignon de l'Institut des sciences et industries du vivant et de l'environnement.

- École nationale supérieure du paysage (ENSP), Versailles,
- AgroParisTech, centre de Grignon, Thiverval-Grignon.

### Centres de recherche agronomique
Deux des dix-huit centres de recherche de l'institut national de recherche agronomique se trouvent dans les Yvelines :
- le centre de Jouy-en-Josas consacré aux recherches sur les animaux d’élevage et la microbiologie. Il se situe dans le campus de Paris-Saclay, sur le plateau[32],
- le centre de Versailles-Grignon, consacré aux recherches sur la biologie végétale, l'agroécologie, l'économie et la sociologie de l'agriculture. Ses unités de recherche sont implantées dans plusieurs sites en Île-de-France, dont deux dans les Yvelines : Versailles et Thiverval-Grignon[33].

## Histoire

### Origines
L'apparition de l'agriculture dans la région remonte à l'époque néolithique, (jusqu'à cinq mille ans avant notre ère) avec la sédentarisation des groupes humains et l'apparition de nouveaux outils en pierre, meules, pilons, pour préparer les céréales. Dans une sépulture collective, connue sous le nom de « Trou aux Anglais » et fouillée à Épône en 1880, on a identifié sur une des dalles de l'antichambre une gravure figurant une silhouette humaine tenant un instrument interprété comme une charrue primitive. Ce serait un des premiers témoignages d'une activité agricole dans la vallée de la Seine.
À l'époque gallo-romaine, l'exploitation agricole se développe sous la forme de villae, domaines à la fois résidentiels et agricoles, dont plusieurs ont été fouillées par les services archéologiques, en particulier à Limetz-Villez, à Richebourg et aux Mesnuls (La Millière).

### Époque moderne
Sully, après son mariage en 1585, exploita son domaine du château de Beuron (près de Rosny) et s'y adona à l'élevage des chevaux. C'est cette expérience qui lui fit apprécier l'importance de l'agriculture et qui sera à l'origine de la célèbre formule « Labourage et pâturage sont les deux mamelles qui nourrissent la France… ».

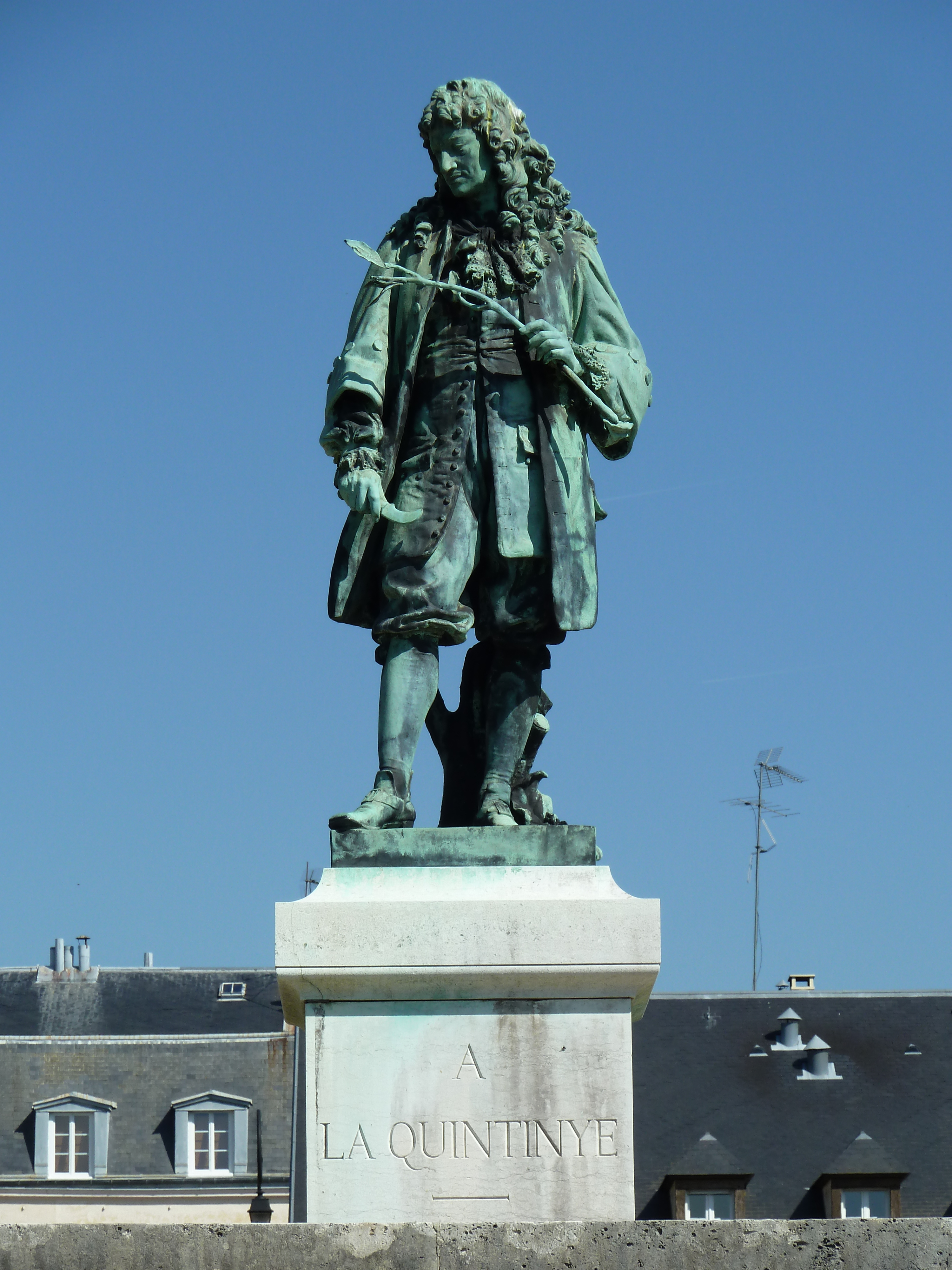
Statue de Jean-Baptiste de La Quintinie.

Jean-Baptiste de La Quintinie, considéré comme le rénovateur des cultures fruitières et potagères, réalise à Versailles le Potager du Roi, achevé en 1683. Anobli et nommé « Intendant des jardins à fruits du Roy » par Louis XIV, il laisse un ouvrage posthume, Instruction pour les jardins fruitiers et potagers, publié en 1690.
À la fin du XVIIIe siècle, le vignoble d'Île-de-France connaît son apogée. Les plans d'intendance du cadastre de Bertier de Sauvigny, levés entre 1777 et 1789, montrent son extension dans la vallée de la Seine, surtout à proximité de Paris, dans le prolongement de la plaine d'Argenteuil. Dans le territoire actuel des Yvelines, les communes les plus plantées en vigne se situent dans les boucles de la Seine, en particulier celle de Montesson et de Chanteloup-les-Vignes (à l'exception de celle de Saint-Germain-en-Laye occupée par la forêt), mais la vigne est présente sur les deux versants de la vallée jusqu'à Limetz-Villez aux confins de la Normandie. Des petits vignobles isolés existaient aussi sur les hauteurs bien exposées près de Thoiry.

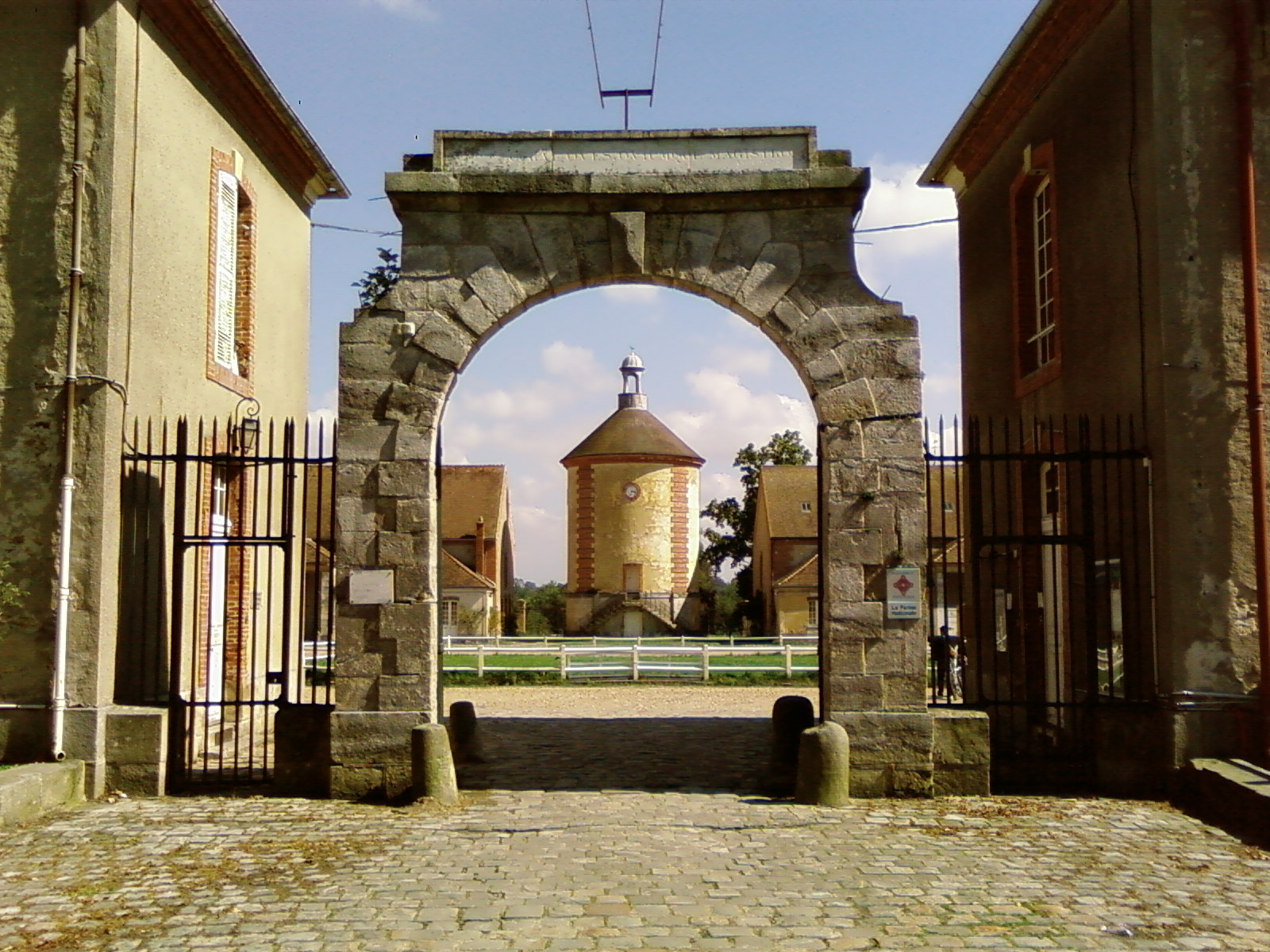
Bergerie nationale de Rambouillet.

En 1783, création dans le domaine de Rambouillet de la Bergerie nationale par le roi Louis XVI, qui y introduit en 1786 un troupeau de moutons de race Mérinos importés d'Espagne.
Vers la même époque, Jean Chanorier, dernier seigneur de Croissy se fit le promoteur de l'agriculture dans plusieurs domaines, en présentant diverses innovations. Il fit adopter un système de puisage d'eau à manivelle pour la culture maraîchère et facilita, à la demande des habitants, la construction d'une enceinte continue pour protéger les champs du gibier. Il introduisit dans son domaine du château de Croissy un troupeau de moutons de race Mérinos pour la production de laine. On lui doit aussi la vulgarisation de la culture de la pomme de terre, à partir d'une variété offerte par Benjamin Franklin qui reçut localement le surnom de « Chanorière ».

### Époque contemporaine
En 1824, Charles Truffaut crée un premier établissement de production horticole et maraîchère à Versailles.

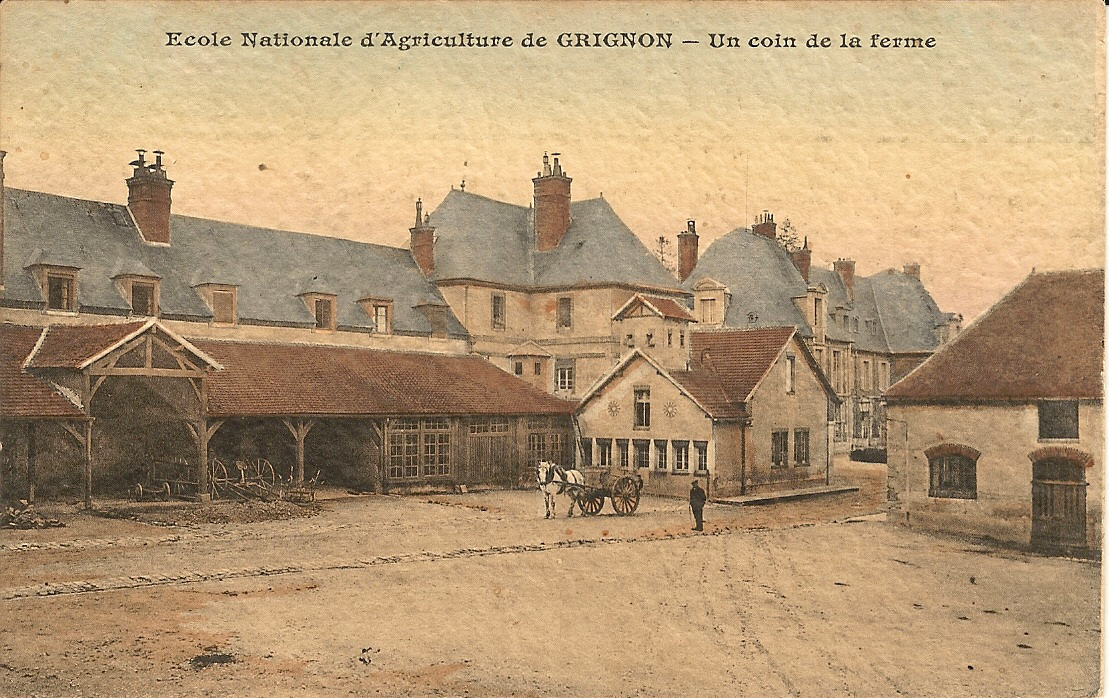
La ferme intérieure de Grignon, annexée au château.

En 1826, le roi Charles X acquiert le château de Grignon situé dans la commune de Thiverval-Grignon. Il le cède en 1827 à la Société royale et centrale d'agriculture pour y installer l'Institution royale agronomique. Cette dernière est devenue par la suite l'École d'agriculture de Grignon, transformée en 1960 en École nationale supérieure d'agronomie de Grignon, habilitée à délivrer un diplôme d'ingénieur agronome. Celle-ci fusionne en 1971 avec l'Institut national agronomique de Paris pour former l'Institut national agronomique Paris-Grignon, qui est finalement intégré dans l'actuel Institut des sciences et industries du vivant et de l'environnement (ou AgroParisTech) en 2007.
En 1829, Vincent Charlemagne Pluchet (1774-1837), fermier à Trappes, invente un nouveau modèle de charrue, connu sous le nom de « charrue Pluchet ». Il s'agit d'une charrue tirée par des chevaux, pourvue d'un avant-train et d'un dispositif permettant de régler la profondeur du labour (entrure) et la largeur du sillon. Cette charrue est restée en usage sur le plateau de Trappes jusqu’à l’apparition des tracteurs dans les années 1950.
En 1848, l'Institut national agronomique (INA) est créé dans le cadre d'une loi instituant en France un enseignement agricole organisé sur trois niveaux : local, régional et national, dont l'INA, installé dans les grandes écuries du château de Versailles, constitue le niveau national. Cette première version de l'INA est supprimée le 17 septembre 1852 par décret du président de la république, Louis-Napoléon Bonaparte, avant d'être finalement recréée à Paris en août 1876.
Au milieu du XIXe siècle, l'industrie de transformation de la betterave sucrière connait son développement maximal avec une dizaine de sucreries dans le territoire actuel des Yvelines, notamment celles de Chavenay et de Paray-Douaville, et de nombreuses distilleries souvent installées dans des fermes, telle la ferme du Manet à Montigny-le-Bretonneux. La culture de la betterave reste toutefois une culture secondaire, occupant environ 3 % des terres arables au début du XXe siècle.
Le 1er décembre 1882, ouverture de l'« école nationale d'horticulture de Versailles » sur l'emplacement du Potager du roi
Le 6 avril 1882, le conseil général de la Seine ouvre à Villepreux l'école d'horticulture Le Nôtre pour les pupilles du département. Faute de place pour l'étendre, l'école est transférée au domaine de Pinceloup à Sonchamp en 1960.
En 1889, la ville de Paris met en service le parc agricole d'Achères, domaine de 800 hectares destiné à recevoir les eaux usées de Paris pour irriguer des cultures se prêtant à une irrigation intensive, à l'exclusion « des légumes ou fruits poussant au ras du sol et destinés à être mangés crus, tels que les aulx, les oignons, les radis, les concombres, les fraises, etc. ». Les épandages commencent en 1895 et dès 1896, la zone d'épandage s'étend vers la boucle de Carrières-sur-Seine / Triel-sur-Seine et vers Méry-sur-Seine / Pierrelaye (actuellement dans le Val-d'Oise). Ces épandages continuent jusqu'à la mise en service de la station d'épuration d'Achères (première tranche mise en service en 1940), qui a progressivement pris le relais. Un arrêté préfectoral du 21 mars 2000 interdit définitivement les cultures de légumes sur des terrains ayant reçu des eaux usées.
Fin XIXe siècle - début du XXe siècle, apogée de l'aviculture dans la région de Houdan avec les races houdan et faverolles. Deux écoles d'aviculture fonctionnent à Gambais (fondée en 1888) et Houdan.

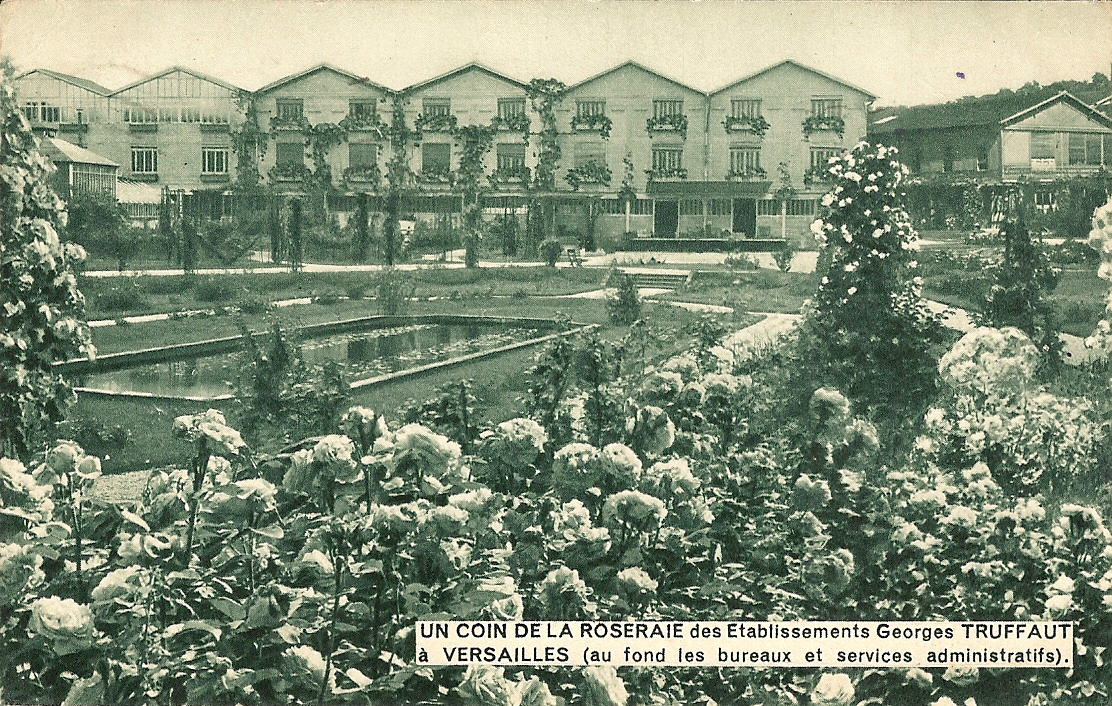
Vue de la roseraie Truffaut (disparue).

En 1897, Georges Truffaut fonde à Versailles, avenue de Picardie, les établissements et laboratoires G. Truffaut, qui sont transférés par la suite, en 1906, avenue de Paris, toujours à Versailles. 
Autour des laboratoires, les « Jardins d'Expériences », s'étendant sur trois hectares, comprenaient le « Jardin naturel », la « Roseraie » (créée en 1912) et le « Jardin de plantes vivaces ».
En 1912, ouverture de l'« école supérieure d'enseignement agricole et ménager », destinée aux jeunes filles, dans les locaux de l'école de Grignon. Les cours se déroulaient sur une première période de trois mois (du 15 juillet au 15 septembre, pendant les vacances des jeunes gens étudiant à l'école), suivie d'un stage dans les écoles ménagères ou dans les fermes, et d'une deuxième période de trois mois à l'école l'été suivant. Le but de cette formation était de former des maîtresses d'enseignement agricole et ménager, ou de donner une éducation agricole aux filles de propriétaires et de fermiers.
En 1919, Georges Truffaut installe au Chesnay un établissement grainier disposant de trois hectares pour produire graines et plants. Après la Seconde Guerre mondiale, les cultures au Chesnay s'étendent sur 25 hectares et concentrent les anciennes installations de Versailles. Le site est fermé dans les années 1960 avec l'urbanisation de la commune du Chesnay (Parly 2), ne laissant subsister qu'une jardinerie dans le nouveau centre commercial.
En 1954, le « centre d'enseignement zootechnique de Rambouillet » est formé par le regroupement de la Bergerie nationale, des écoles permanente et saisonnière de bergers, de l'école d'insémination artificielle et de l'école d'aviculture.
En 1995, l'École nationale supérieure d'horticulture de Versailles est délocalisée à Angers (Maine-et-Loire), où elle est intégrée en 1997 dans l'Institut national d'horticulture.
Elle est remplacée à Versailles, sur le site du Potager du Roi, par l'École nationale supérieure du paysage qui prend la suite de la chaire d'architecture des jardins et des serres créée en 1874 à l'École d'horticulture de Versailles.
En 2002, l'Union des coopératives agricoles Yvelines céréales (Ucayc) met en service dans le port de Limay un silo portuaire d'une capacité de 44 000 tonnes. En 2013, un projet d'extension prévoit de porter cette capacité à 63 800 tonnes.
En juillet 2003, à Guyancourt des militants de la Confédération paysanne détruisent un champ d'essai de maïs transgénique appartenant au Groupe d'étude et de contrôle des variétés et des semences (Geves) qui menait des essais destinés à vérifier la résistance de cette variété à la pyrale.
En 2004, la Société coopérative agricole d'Eure-et-Loir (SCAEL) acquiert les silos de Bonnières-sur-Seine, d'une capacité de 27 000 tonnes, spécialisés dans le négoce de blés meuniers à destination du marché anglais.
En 2005, Asafumi Yamashita, maraîcher japonais ouvre un gîte à Chapet où il cuisine des légumes traditionnels japonais de sa production. Installé depuis une vingtaine d'années sur 3 000 m2 dans la commune, il est le fournisseur de sept grands chefs parisiens, dont Pierre Gagnaire.
En 2008, la commune de Vernouillet obtient la création d'une zone agricole protégée pour préserver des terres agricoles de la spéculation foncière. Ce classement fait suite à diverses actions, dont la création en 2001 d'une « association pour le développement de l'agriculture périurbaine à Vernouillet et ses environs » (Adapave).
En 2009, le Groupe d'étude et de contrôle des variétés et des semences (Geves) et sa station expérimentale de la Minière (Guyancourt) sont relocalisés dans le département de Maine-et-Loire, le siège du Geves à Beaucouzé et le secteur d’études des variétés (SEV) au domaine de l'Anjouère à La Pouëze.
En 2010, rétrocession à la Safer de l'Île-de-France des terrains préemptés par le conseil général des Yvelines pour un projet de circuit de formule 1 sur les communes de Flins-sur-Seine et Les Mureaux, définitivement abandonné en décembre 2009. Ces terrains de 178 hectares, inclus dans les champs captants de Flins-Aubergenville, sont affectés à l'agriculture biologique.
En 2013, la Lyonnaise des eaux a signé un partenariat avec le groupement des agriculteurs biologiques d’Île-de-France pour favoriser la conversion à l’agriculture bio des agriculteurs implantés dans la zone de captage de l’usine d'eau potable de Flins-Aubergenville dans le but d'améliorer la qualité de la nappe souterraine.

En 2017, un nouveau vignoble à vocation commerciale est planté (16000 pieds sur 3 hectares) à Davron pour le compte de la Winerie parisienne. Ce vignoble, constitué de quatre cépages (pinot noir, merlot, chardonnay et chenin), devrait s'étendre à terme sur 25 hectares,.